# Tropical Koishiteru
Singles de Aya Matsuura
Dokki Doki! Love Mail
(2001) Love Namida Iro
(2001)
Tropical Koishiteru (stylisé en Tropica~l Koishite~ru (トロピカ〜ル恋して〜る)) est le 2e single de Aya Matsuura, sorti en juin 2001 dans le cadre du Hello! Project.

## Présentation
Le single sort le 13 juin 2001 au Japon sous le label Zetima, alors qu'elle n'est encore âgée que de 14 ans. Il est écrit et produit par Tsunku. Il atteint la 7e place du classement de l'Oricon. Il se vend à 35 820 exemplaires la première semaine, et reste classé pendant 6 semaines, pour un total de 64 490 exemplaires vendus.
La chanson-titre du single figurera sur son premier album First Kiss de 2002, puis sur la  compilation Aya Matsuura Best 1 de 2005, et dans une version différente sur son album de reprises Naked Songs de 2006.

## Liste des titres
Toutes les chansons sont écrites et composées par Tsunku.
| 1. | Tropica~l Koishite~ru (トロピカ〜ル恋して〜る)                               | Cher Watanabe | 4:41 |
| 2. | Yūgure (夕暮れ)                                                              | Cher Watanabe | 4:50 |
| 3. | Tropica~l Koishite~ru (Instrumental) (トロピカ〜ル恋して〜る (Instrumental)) | Cher Watanabe | 4:34 |

## Interprétations à la télévision
- Music Station (2001.06.15)
- Utaban (2001.07.05)